# Záhorská Ves
Záhorská Ves —nombre anterior: Uhorská Ves; alemán: Ungeraiden; húngaro: Magyarfalu) es un pueblo situado al norte de Bratislava, capital de Eslovaquia. Es parte del distrito de Malacky y de la región de Bratislava. Está situado en el río Morava, que forma la frontera entre Eslovaquia y Austria. Un transbordador fluvial opera entre el pueblo y Angern an der March, en Austria.
Záhorská Ves es el asentamiento más occidental de Eslovaquia y está cerca del punto más occidental del país (en torno a 48° 22' 53" N, 16° 50' 04" E).
Tiene una población de 1632 habitantes, su área es de 13,06 km² y está a una altitud de 149 m.
El asentamiento fue mencionado por primera vez en 1557.

## Demografía
| Año        | 1994 | 2004     | 2014     | 2024    |
| ---------- | ---- | -------- | -------- | ------- |
| Población  | 1455 | 1625     | 1825     | 1882    |
| Diferencia |      | +11,68 % | +12,30 % | +3,12 % |

| Año        | 2023 | 2024    |
| ---------- | ---- | ------- |
| Población  | 1854 | 1882    |
| Diferencia |      | +1,51 % |

## Famosos
- Lucia Popp (1939-1993), popular soprano eslovaca.